# Torneo Nacional de Clubes B 2005
El Torneo Nacional de Clubes de 2005 - Zona Ascenso, también llamado "Torneo Nacional de Clubes B", fue la tercera edición del torneo de segundo nivel del Torneo Nacional de Clubes, competencia organizada por la Unión Argentina de Rugby que reúne a los mejores clubes de la URBA y de los distintos torneo regionales argentinos. Se llevó a cabo entre el 9 de abril y el 20 de noviembre de 2005.
Esta segunda división del Torneo Nacional fue reinstaurada debido a la serie de cambios que la Unión Argentina de Rugby aplicó, la cual resultó en la expansión del torneo principal y la suspensión del Torneo del Interior, con los equipos clasificando directamente de los torneos regionales al Torneo Nacional. Este torneo sirvió para mantener la competencia nacional entre los equipos del interior que no hayan clasificado al nuevo Torneo Nacional, actuando como un Torneo del Interior de facto al no contar con ningún participante de la URBA.
Universitario de Salta y Carrasco Polo de Uruguay clasificaron a la final del torneo, originalmente programada para el 26 de noviembre en Montevideo. Debido a la imposibilidad de conseguir traslados aéreos por la huelga de pilotos de Aerolíneas Argentinas, la final debió postergarse por una semana, antes de ser suspendida hasta marzo de 2006. Debido a la situación económica que afectó a la Unión Argentina de Rugby, el torneo no se volvió a disputar en la temporada siguiente.

## Formato
Etapa Clasificatoria
Durante la etapa clasificatoria, doce equipos fueron divididos en tres llaves geográficas (Norte, Centro y Sur), las cuales se resolvieron a eliminación directa en semifinales y final. Los ganadores de cada zona clasificaron a la fase de grupos del Torneo Nacional de Clubes 2005, mientras que los demás equipos continuaron su campaña en la fase de grupo del Nacional de Clubes B.
Fase de grupos
La fase de grupos estuvo compuesto por 28 equipos, 19 clasificados de forma directa y 9 provenientes de la Etapa Clasificatoria. Estos veintiocho equipos fueron divididos en siete zonas de cuatro equipos cada una, las cuales se resolvieron a través del sistema de todos contra todos a una sola ronda, alternando encuentros de local y de visitante. Se utilizó el sistema de puntos bonus, otorgando 4 puntos por partido ganado, 2 por empatado, 0 por perdido, 1 punto bonus por marcar cuatro tries o más y 1 punto bonus por perder por siete puntos o menos. Los ganadores de los siete zonas y el mejor segundo clasificaron a la fase final.
Fase final
La fase final se disputó a eliminación directa en tres rondas: cuartos de final, semifinales y final. Los llaves fueron a una sola ronda con la localía siendo definida por sorteo. El equipo ganador de la final es consagrado campeón del torneo y debía adquirir el derecho a participar del torneo principal en la temporada siguiente.

## Etapa Clasificatoria

### Zona Norte
|  | Semifinales         | Semifinales         | Semifinales         |                     |            | Final      | Final      | Final      |  |
|  | 9 de abril          | 9 de abril          | 9 de abril          |                     |            | 21 de mayo | 21 de mayo | 21 de mayo |  |
|  |                     |                     |                     |                     |            |            |            |            |  |
|  |                     |                     |                     |                     |            |            |            |            |  |
|  | Cardenales          | Cardenales          | 60                  |                     |            |            |            |            |  |
|  | Cardenales          | Cardenales          | 60                  |                     |            |            |            |            |  |
|  | Taragüy             | Taragüy             | 15                  |                     |            |            |            |            |  |
|  | Taragüy             | Taragüy             | 15                  |                     | Cardenales | Cardenales | 33         |            |  |
|  |                     |                     |                     |                     | Cardenales | Cardenales | 33         |            |  |
|  |                     |                     | Tucumán Lawn Tennis | Tucumán Lawn Tennis | 20         |            |            |            |  |
|  | Palermo Bajo        | Palermo Bajo        | Tucumán Lawn Tennis | Tucumán Lawn Tennis | 20         | 22         |            |            |  |
|  | Palermo Bajo        | Palermo Bajo        |                     |                     |            | 22         |            |            |  |
|  | Tucumán Lawn Tennis | Tucumán Lawn Tennis | 28                  |                     |            |            |            |            |  |
|  | Tucumán Lawn Tennis | Tucumán Lawn Tennis | 28                  |                     |            |            |            |            |  |
|  |                     |                     |                     |                     |            |            |            |            |  |

| 9 de abril | Cardenales | 60 - 15 | Taragüy |  |  |
|            |            | Reporte |         |  |  |

| 9 de abril | Palermo Bajo | 22 - 28 | Tucumán Lawn Tennis |  |  |
|            |              | Reporte |                     |  |  |

| 21 de mayo | Cardenales | 33 - 20 | Tucumán Lawn Tennis |  |  |
|            |            | Reporte |                     |  |  |

### Zona Centro
|  | Semifinales       | Semifinales       | Semifinales |           |                   | Final             | Final      | Final      |  |
|  | 9 de abril        | 9 de abril        | 9 de abril  |           |                   | 21 de mayo        | 21 de mayo | 21 de mayo |  |
|  |                   |                   |             |           |                   |                   |            |            |  |
|  |                   |                   |             |           |                   |                   |            |            |  |
|  | Universitario (R) | Universitario (R) | 18          |           |                   |                   |            |            |  |
|  | Universitario (R) | Universitario (R) | 18          |           |                   |                   |            |            |  |
|  | Santa Fe RC       | Santa Fe RC       | 15          |           |                   |                   |            |            |  |
|  | Santa Fe RC       | Santa Fe RC       | 15          |           | Universitario (R) | Universitario (R) | 24         |            |  |
|  |                   |                   |             |           | Universitario (R) | Universitario (R) | 24         |            |  |
|  |                   |                   | Huirapuca   | Huirapuca | 17                |                   |            |            |  |
|  | Huirapuca         | Huirapuca         | Huirapuca   | Huirapuca | 17                | 39                |            |            |  |
|  | Huirapuca         | Huirapuca         |             |           |                   | 39                |            |            |  |
|  | Mendoza RC        | Mendoza RC        | 38          |           |                   |                   |            |            |  |
|  | Mendoza RC        | Mendoza RC        | 38          |           |                   |                   |            |            |  |
|  |                   |                   |             |           |                   |                   |            |            |  |

| 9 de abril | Universitario (R) | 18 - 15 | Santa Fe RC |                                            |                                            |
|            |                   | Reporte |             | Árbitro(s): Federico Cuesta (Buenos Aires) | Árbitro(s): Federico Cuesta (Buenos Aires) |

| 9 de abril | Huirapuca | 39 - 38 | Mendoza RC |  |  |
|            |           | Reporte |            |  |  |

| 21 de mayo | Universitario (R) | 24 - 17 | Huirapuca |                                     |                                     |
|            |                   | Reporte |           | Árbitro(s): Daniel Jabase (Córdoba) | Árbitro(s): Daniel Jabase (Córdoba) |

### Zona Sur
|  | Semifinales        | Semifinales        | Semifinales       |                   |         | Final      | Final      | Final      |  |
|  | 9 y 10 de abril    | 9 y 10 de abril    | 9 y 10 de abril   |                   |         | 21 de mayo | 21 de mayo | 21 de mayo |  |
|  |                    |                    |                   |                   |         |            |            |            |  |
|  |                    |                    |                   |                   |         |            |            |            |  |
|  | Duendes            | Duendes            | 72                |                   |         |            |            |            |  |
|  | Duendes            | Duendes            | 72                |                   |         |            |            |            |  |
|  | Mar del Plata Club | Mar del Plata Club | 24                |                   |         |            |            |            |  |
|  | Mar del Plata Club | Mar del Plata Club | 24                |                   | Duendes | Duendes    | 71         |            |  |
|  |                    |                    |                   |                   | Duendes | Duendes    | 71         |            |  |
|  |                    |                    | Sociedad Sportiva | Sociedad Sportiva | 21      |            |            |            |  |
|  | Sociedad Sportiva  | Sociedad Sportiva  | Sociedad Sportiva | Sociedad Sportiva | 21      | G.P.       |            |            |  |
|  | Sociedad Sportiva  | Sociedad Sportiva  |                   |                   |         | G.P.       |            |            |  |
|  | Patoruzú           | Patoruzú           | P.P.              |                   |         |            |            |            |  |
|  | Patoruzú           | Patoruzú           | P.P.              |                   |         |            |            |            |  |
|  |                    |                    |                   |                   |         |            |            |            |  |

| 9 de abril | Duendes | 72 - 24 | Mar del Plata Club |                                            |                                            |
|            |         | Reporte |                    | Árbitro(s): Víctor Rabuffetti (Entre Ríos) | Árbitro(s): Víctor Rabuffetti (Entre Ríos) |

| 10 de abril | Sociedad Sportiva | G.P. - P.P. | Patoruzú |  |  |
|             |                   | Reporte     |          |  |  |

| 21 de mayo | Duendes | 71 - 21 | Sociedad Sportiva |  |  |
|            |         | Reporte |                   |  |  |

### Clasificación
Los ganadores de cada zona clasificaron a la fase de grupos del Nacional de Clubes, mientras que los demás equipos continuaron su campaña en el Nacional de Clubes B. El finalista de la Zona Norte, Tucumán Lawn Tennis Club, también clasificó al torneo principal debido a la posterior deserción de Los Tilos de la fase de grupos de dicho torneo.
| Clasifica a Nacional de Clubes | Clasifica a Nacional de Clubes B |
| ------------------------------ | -------------------------------- |
| Duendes                        | Huirapuca                        |
| Universitario (R)              | Sociedad Sportiva                |
| Cardenales                     | Taragüy                          |
| Tucumán Lawn Tennis            | Palermo Bajo                     |
|                                | Santa Fe RC                      |
| Mendoza RC                     |                                  |
| Mar del Plata Club             |                                  |
| Patoruzú                       |                                  |

## Equipos participantes
Participaron de este torneo veintiocho equipos provenientes de trece uniones provinciales y tres equipos invitados de Uruguay y Paraguay.
| Club                         | Torneo                        | Unión de origen                     |
| ---------------------------- | ----------------------------- | ----------------------------------- |
| CRAI                         | Torneo Regional del Litoral   | Unión Santafesina de Rugby          |
| Universitario de Santa Fe    | Torneo Regional del Litoral   | Unión Santafesina de Rugby          |
| Santa Fe Rugby Club          | Torneo Regional del Litoral   | Unión Santafesina de Rugby          |
| Provincial                   | Torneo Regional del Litoral   | Unión de Rugby de Rosario           |
| Los Caranchos                | Torneo Regional del Litoral   | Unión de Rugby de Rosario           |
| Estudiantes de Paraná        | Torneo Regional del Litoral   | Unión Entrerriana de Rugby          |
| Huirapuca                    | Torneo Regional del Noroeste  | Unión de Rugby de Tucumán           |
| Tucumán Rugby Club           | Torneo Regional del Noroeste  | Unión de Rugby de Tucumán           |
| Lince                        | Torneo Regional del Noroeste  | Unión de Rugby de Tucumán           |
| Universitario de Salta       | Torneo Regional del Noroeste  | Unión de Rugby de Salta             |
| Old Lions                    | Torneo Regional del Noroeste  | Unión Santiagueña de Rugby          |
| Córdoba Rugby Club           | Torneo de Córdoba             | Unión Cordobesa de Rugby            |
| Jockey Club de Villa María   | Torneo de Córdoba             | Unión Cordobesa de Rugby            |
| Palermo Bajo                 | Torneo de Córdoba             | Unión Cordobesa de Rugby            |
| Universitario de Córdoba     | Torneo de Córdoba             | Unión Cordobesa de Rugby            |
| Liceo                        | Torneo Regional del Oeste     | Unión de Rugby de Cuyo              |
| Mendoza Rugby Club           | Torneo Regional del Oeste     | Unión de Rugby de Cuyo              |
| Teqüe                        | Torneo Regional del Oeste     | Unión de Rugby de Cuyo              |
| Jockey Club de Mar del Plata | Torneo de la URMDP            | Unión de Rugby de Mar del Plata     |
| Mar del Plata Club           | Torneo de la URMDP            | Unión de Rugby de Mar del Plata     |
| Carrasco Polo                | Campeonato Uruguayo de Rugby  | Unión de Rugby del Uruguay          |
| Trébol de Paysandú           | Campeonato Uruguayo de Rugby  | Unión de Rugby del Uruguay          |
| Sociedad Sportiva            | Torneo Regional Bonaerense    | Unión de Rugby del Sur              |
| Argentino de Bahía Blanca    | Torneo Alto Valle-Sur         | Unión de Rugby del Sur              |
| Neuquén Rugby Club           | Torneo Alto Valle-Sur         | Unión de Rugby del Alto Valle       |
| Patoruzú Rugby Club          | Torneo Austral                | Unión de Rugby del Valle del Chubut |
| Taragüy                      | Torneo Regional del Nordeste  | Unión de Rugby del Nordeste         |
| CURDA                        | Campeonato Paraguayo de Rugby | Unión de Rugby del Paraguay         |

Debido a la deserción de Los Tilos que causó la clasificación de Tucumán Lawn Tennis Club al torneo superior, el cupo de los tucumanos en este torneo fue otorgado a Estudiantes de Paraná. La Universidad Católica de Chile también había sido invitada a participar del torneo en la Zona 6, pero debido a complicaciones en el traslado a través de la frontera entre Chile y Argentina, no pudo comenzar su participación en el torneo. A causa de esto, la Unión Argentina de Rugby decidió invitar en su lugar a Argentino de Bahía Blanca, equipo que había perdido la final clasificatoria del Torneo Alto Valle-Sur ante Neuquén Rugby Club.

## Primera fase

### Zona 1
| Pos. | Equipos     | Partidos | Partidos | Partidos | Tantos | Tantos | Tantos | Pts. |
| Pos. | Equipos     | G        | E        | P        | PF     | PC     | DP     | Pts. |
| ---- | ----------- | -------- | -------- | -------- | ------ | ------ | ------ | ---- |
| 1.°  | Taragüy     | 3        | 0        | 0        | 97     | 21     | +76    | 14   |
| 2.°  | CRAI        | 1        | 0        | 2        | 59     | 70     | -11    | 6    |
| 3.°  | Santa Fe RC | 1        | 0        | 2        | 64     | 87     | -23    | 5    |
| 4.°  | CURDA       | 1        | 0        | 2        | 44     | 86     | -42    | 4    |

|  | Clasifica a cuartos de final |
|  | Clasifica como mejor segundo |

| 26 de junio | Taragüy | 28 - 0  | CRAI |                                       |                                       |
|             |         | Reporte |      | Árbitro(s): Jorge Cardetti (Misiones) | Árbitro(s): Jorge Cardetti (Misiones) |

| 26 de junio | Santa Fe RC | 36 - 9  | CURDA |                                      |                                      |
|             |             | Reporte |       | Árbitro(s): Jorge Caíno (Entre Ríos) | Árbitro(s): Jorge Caíno (Entre Ríos) |

| 6 de agosto | Santa Fe RC | 22 - 42 | CRAI |                                                  |                                                  |
|             |             | Reporte |      | Árbitro(s): Cristian Sánchez Ruiz (Buenos Aires) | Árbitro(s): Cristian Sánchez Ruiz (Buenos Aires) |

| 6 de agosto | CURDA | 15 - 33 | Taragüy |                                       |                                       |
|             |       | Reporte |         | Árbitro(s): Héctor Morales (Nordeste) | Árbitro(s): Héctor Morales (Nordeste) |

| 10 de septiembre | Taragüy | 36 - 6  | Santa Fe RC |                                            |                                            |
|                  |         | Reporte |             | Árbitro(s): Federico Cuesta (Buenos Aires) | Árbitro(s): Federico Cuesta (Buenos Aires) |

| 10 de septiembre | CRAI | 17 - 20 | CURDA |                                           |                                           |
|                  |      | Reporte |       | Árbitro(s): Augusto Agüero (Buenos Aires) | Árbitro(s): Augusto Agüero (Buenos Aires) |

### Zona 2
| Pos. | Equipos               | Partidos | Partidos | Partidos | Tantos | Tantos | Tantos | Pts. |
| Pos. | Equipos               | G        | E        | P        | PF     | PC     | DP     | Pts. |
| ---- | --------------------- | -------- | -------- | -------- | ------ | ------ | ------ | ---- |
| 1.°  | Jockey Club (VM)      | 3        | 0        | 0        | 84     | 31     | +53    | 13   |
| 2.°  | Universitario (SF)    | 2        | 0        | 1        | 59     | 72     | -13    | 9    |
| 3.°  | Tucumán RC            | 1        | 0        | 2        | 52     | 63     | -11    | 6    |
| 4.°  | Estudiantes de Paraná | 0        | 0        | 3        | 41     | 70     | -29    | 2    |

|  | Clasifica a cuartos de final |
|  | Clasifica como mejor segundo |

| 26 de junio | Estudiantes de Paraná | 18 - 19 | Tucumán RC |  |  |
|             |                       | Reporte |            |  |  |

| 26 de junio | Jockey Club (VM) | 37 - 10 | Universitario (SF) |                                 |                                 |
|             |                  | Reporte |                    | Árbitro(s): Andrés Ramos (Cuyo) | Árbitro(s): Andrés Ramos (Cuyo) |

| 6 de agosto | Universitario (SF) | 24 - 17 | Estudiantes de Paraná |                                    |                                    |
|             |                    | Reporte |                       | Árbitro(s): Mauro Rivera (Rosario) | Árbitro(s): Mauro Rivera (Rosario) |

| 7 de agosto | Jockey Club (VM) | 20 - 15 | Tucumán RC |                                            |                                            |
|             |                  | Reporte |            | Árbitro(s): Marcelo Toscano (Buenos Aires) | Árbitro(s): Marcelo Toscano (Buenos Aires) |

| 10 de septiembre | Estudiantes de Paraná | 6 - 27  | Jockey Club (VM) |                                            |                                            |
|                  |                       | Reporte |                  | Árbitro(s): Leonardo Borghi (Buenos Aires) | Árbitro(s): Leonardo Borghi (Buenos Aires) |

| 10 de septiembre | Tucumán RC | 18 - 25 | Universitario (SF) |                                    |                                    |
|                  |            | Reporte |                    | Árbitro(s): Sergio Tizón (Rosario) | Árbitro(s): Sergio Tizón (Rosario) |

### Zona 3
| Pos. | Equipos      | Partidos | Partidos | Partidos | Tantos | Tantos | Tantos | Pts. |
| Pos. | Equipos      | G        | E        | P        | PF     | PC     | DP     | Pts. |
| ---- | ------------ | -------- | -------- | -------- | ------ | ------ | ------ | ---- |
| 1.°  | Huirapuca    | 2        | 1        | 0        | 106    | 61     | +45    | 12   |
| 2.°  | Teqüe        | 2        | 1        | 0        | 73     | 47     | +26    | 11   |
| 3.°  | Lince        | 1        | 0        | 2        | 63     | 68     | -5     | 7    |
| 4.°  | Palermo Bajo | 0        | 0        | 3        | 23     | 89     | -66    | 1    |

|  | Clasifica a cuartos de final |
|  | Clasifica como mejor segundo |

| 26 de junio | Lince | 24 - 30 | Huirapuca |  |  |
|             |       | Reporte |           |  |  |

| 26 de junio | Teqüe | 21 - 0  | Palermo Bajo |  |  |
|             |       | Reporte |              |  |  |

| 6 de agosto | Huirapuca | 23 - 23 | Teqüe |                                            |                                            |
|             |           | Reporte |       | Árbitro(s): Martín Laurelli (Buenos Aires) | Árbitro(s): Martín Laurelli (Buenos Aires) |

| 6 de agosto                                                                         | Palermo Bajo | 9 - 15  | Lince |                                 |                                 |
|                                                                                     |              | Reporte |       | Árbitro(s): Carlos Díaz (Salta) | Árbitro(s): Carlos Díaz (Salta) |
| El encuentro se disputó en Tucumán debido a las sanciones aplicadas a Palermo Bajo. |              |         |       |                                 |                                 |

| 10 de septiembre | Huirapuca | 53 - 14 | Palermo Bajo |                                            |                                            |
|                  |           | Reporte |              | Árbitro(s): Hernán Filomena (Buenos Aires) | Árbitro(s): Hernán Filomena (Buenos Aires) |

| 10 de septiembre | Teqüe | 29 - 24 | Lince |                                          |                                          |
|                  |       | Reporte |       | Árbitro(s): Juan Laurelli (Buenos Aires) | Árbitro(s): Juan Laurelli (Buenos Aires) |

### Zona 4
| Pos. | Equipos           | Partidos | Partidos | Partidos | Tantos | Tantos | Tantos | Pts. |
| Pos. | Equipos           | G        | E        | P        | PF     | PC     | DP     | Pts. |
| ---- | ----------------- | -------- | -------- | -------- | ------ | ------ | ------ | ---- |
| 1.°  | Universitario (S) | 2        | 0        | 1        | 185    | 84     | +101   | 12   |
| 2.°  | Universitario (C) | 2        | 0        | 1        | 74     | 75     | -1     | 10   |
| 3.°  | Córdoba RC        | 1        | 0        | 2        | 81     | 83     | -2     | 6    |
| 4.°  | Old Lions         | 1        | 0        | 2        | 56     | 154    | -98    | 4    |

|  | Clasifica a cuartos de final |
|  | Clasifica como mejor segundo |

| 26 de junio | Universitario (S) | 46 - 34 | Córdoba RC |  |  |
|             |                   | Reporte |            |  |  |

| 26 de junio | Old Lions | 25 - 18 | Universitario (C) |  |  |
|             |           | Reporte |                   |  |  |

| 6 de agosto | Old Lions | 17 - 31 | Córdoba RC |                                    |                                    |
|             |           | Reporte |            | Árbitro(s): Agustín Auad (Tucumán) | Árbitro(s): Agustín Auad (Tucumán) |

| 7 de agosto | Universitario (C) | 36 - 34 | Universitario (S) |                                            |                                            |
|             |                   | Reporte |                   | Árbitro(s): Leonardo Borghi (Buenos Aires) | Árbitro(s): Leonardo Borghi (Buenos Aires) |

| 10 de septiembre | Universitario (S) | 105 - 14 | Old Lions |                                    |                                    |
|                  |                   | Reporte  |           | Árbitro(s): Agustín Auad (Tucumán) | Árbitro(s): Agustín Auad (Tucumán) |

| 10 de septiembre | Córdoba RC | 16 - 20 | Universitario (C) |                                            |                                            |
|                  |            | Reporte |                   | Árbitro(s): Marcelo Toscano (Buenos Aires) | Árbitro(s): Marcelo Toscano (Buenos Aires) |

### Zona 5
| Pos. | Equipos            | Partidos | Partidos | Partidos | Tantos | Tantos | Tantos | Pts. |
| Pos. | Equipos            | G        | E        | P        | PF     | PC     | DP     | Pts. |
| ---- | ------------------ | -------- | -------- | -------- | ------ | ------ | ------ | ---- |
| 1.°  | Carrasco Polo      | 3        | 0        | 0        | 122    | 35     | +87    | 15   |
| 2.°  | Trébol de Paysandú | 2        | 0        | 1        | 80     | 47     | +33    | 10   |
| 3.°  | Provincial         | 1        | 0        | 2        | 52     | 103    | -51    | 4    |
| 4.°  | Los Caranchos      | 0        | 0        | 3        | 39     | 108    | -69    | 1    |

|  | Clasifica a cuartos de final |
|  | Clasifica como mejor segundo |

| 26 de junio | Los Caranchos | 22 - 23 | Provincial |                                              |                                              |
|             |               | Reporte |            | Árbitro(s): Fernando Guerrero (Buenos Aires) | Árbitro(s): Fernando Guerrero (Buenos Aires) |

| 26 de junio | Carrasco Polo | 25 - 11 | Trébol de Paysandú |  |  |
|             |               | Reporte |                    |  |  |

| 6 de agosto | Carrasco Polo | 49 - 12 | Provincial |                                            |                                            |
|             |               | Reporte |            | Árbitro(s): Miguel Sandoval (Buenos Aires) | Árbitro(s): Miguel Sandoval (Buenos Aires) |

| 7 de agosto | Trébol de Paysandú | 37 - 5  | Los Caranchos |                                      |                                      |
|             |                    | Reporte |               | Árbitro(s): Joaquín Montes (Uruguay) | Árbitro(s): Joaquín Montes (Uruguay) |

| 9 de septiembre | Provincial | 17 - 32 | Trébol de Paysandú |                                           |                                           |
|                 |            | Reporte |                    | Árbitro(s): Alejandro Quirelli (Santa Fe) | Árbitro(s): Alejandro Quirelli (Santa Fe) |

| 10 de septiembre | Los Caranchos | 12 - 48 | Carrasco Polo |                                                 |                                                 |
|                  |               | Reporte |               | Árbitro(s): Ignacio Iparraguirre (Buenos Aires) | Árbitro(s): Ignacio Iparraguirre (Buenos Aires) |

### Zona 6
La Universidad Católica de Chile no pudo presentarse a su partido inaugural debido al cierre de la frontera entre Chile y Argentina, situación que impidió su participación en el torneo. Debido a esto, la Unión Argentina de Rugby decidió invitar a Argentino de Bahía Blanca en su lugar.
| Pos. | Equipos              | Partidos | Partidos | Partidos | Tantos | Tantos | Tantos | Pts. |
| Pos. | Equipos              | G        | E        | P        | PF     | PC     | DP     | Pts. |
| ---- | -------------------- | -------- | -------- | -------- | ------ | ------ | ------ | ---- |
| 1.°  | Liceo                | 2        | 0        | 1        | 114    | 64     | +50    | 11   |
| 2.°  | Mendoza RC           | 2        | 0        | 1        | 92     | 72     | +20    | 11   |
| 3.°  | Neuquén RC           | 1        | 0        | 2        | 70     | 85     | -15    | 6    |
| 4.°  | Argentino (BB)       | 1        | 0        | 2        | 74     | 129    | -55    | 5    |
| -    | Universidad Católica | 0        | 0        | 0        | 0      | 0      | +0     | -    |

|  | Clasifica a cuartos de final |
|  | Clasifica como mejor segundo |

| 26 de junio | Mendoza RC | Cancelado | Universidad Católica |  |  |
|             |            | Reporte   |                      |  |  |

| 26 de junio | Liceo | 29 - 28 | Neuquén RC |  |  |
|             |       | Reporte |            |  |  |

| 6 de agosto | Neuquén RC | 20 - 17 | Mendoza RC |                                     |                                     |
|             |            | Reporte |            | Árbitro(s): Daniel Araque (Austral) | Árbitro(s): Daniel Araque (Austral) |

| 7 de agosto | Liceo | 62 - 6  | Argentino (BB) |                                          |                                          |
|             |       | Reporte |                | Árbitro(s): Fernando Martorell (Tucumán) | Árbitro(s): Fernando Martorell (Tucumán) |

| 3 de septiembre | Mendoza RC | 45 - 29 | Argentino (BB) |  |  |
|                 |            | Reporte |                |  |  |

| 10 de septiembre | Mendoza RC | 30 - 23 | Liceo |                                            |                                            |
|                  |            | Reporte |       | Árbitro(s): Miguel Sandoval (Buenos Aires) | Árbitro(s): Miguel Sandoval (Buenos Aires) |

| 10 de septiembre | Argentino (BB) | 39 - 22 | Neuquén RC |                                              |                                              |
|                  |                | Reporte |            | Árbitro(s): Francisco Lamolla (Buenos Aires) | Árbitro(s): Francisco Lamolla (Buenos Aires) |

### Zona 7
| Pos. | Equipos            | Partidos | Partidos | Partidos | Tantos | Tantos | Tantos | Pts. |
| Pos. | Equipos            | G        | E        | P        | PF     | PC     | DP     | Pts. |
| ---- | ------------------ | -------- | -------- | -------- | ------ | ------ | ------ | ---- |
| 1.°  | Mar del Plata Club | 3        | 0        | 0        | 69     | 31     | +38    | 13   |
| 2.°  | Sociedad Sportiva  | 2        | 0        | 1        | 96     | 46     | +50    | 11   |
| 3.°  | Patoruzú           | 1        | 0        | 2        | 31     | 46     | -15    | 4    |
| 4.°  | Jockey Club (MDP)  | 0        | 0        | 3        | 28     | 101    | -73    | 0    |

|  | Clasifica a cuartos de final |
|  | Clasifica como mejor segundo |

| 26 de junio | Sociedad Sportiva | 50 - 11 | Jockey Club (MDP) |  |  |
|             |                   | Reporte |                   |  |  |

| 26 de junio                                                                                                  | Mar del Plata Club | 14 - 0 (w.o.) | Patoruzú |  |  |
| |                    | Reporte       |          |  |  |
| Patoruzú no se presentó, reclamando el transporte por via aérea. Se les dio el partido por perdido por 14-0. |                    |               |          |  |  |

| 6 de agosto | Jockey Club (MDP) | 14 - 33 | Mar del Plata Club |                                        |                                        |
|             |                   | Reporte |                    | Árbitro(s): Raúl Sauro (Mar del Plata) | Árbitro(s): Raúl Sauro (Mar del Plata) |

| 7 de agosto | Sociedad Sportiva | 29 - 13 | Patoruzú |                                            |                                            |
|             |                   | Reporte |          | Árbitro(s): Federico Cuesta (Buenos Aires) | Árbitro(s): Federico Cuesta (Buenos Aires) |

| 10 de septiembre | Mar del Plata Club | 22 - 17 | Sociedad Sportiva |                                                   |                                                   |
|                  |                    | Reporte |                   | Árbitro(s): Christian Sánchez Ruiz (Buenos Aires) | Árbitro(s): Christian Sánchez Ruiz (Buenos Aires) |

| 10 de septiembre | Patoruzú | 18 - 5  | Jockey Club (MDP) |                                      |                                      |
|                  |          | Reporte |                   | Árbitro(s): Iván Guerra (Alto Valle) | Árbitro(s): Iván Guerra (Alto Valle) |

## Tabla segundos
El mejor segundo de la fase de grupos clasificó a los cuartos de final junto a los siete primeros. Para determinar el ordenamiento entre los mejores segundos se aplicó el artículo 58º del Reglamento Nacional de Competencias de la UAR.
| Equipos            | Encuentros | Encuentros | Encuentros | Encuentros | Dif. | Pts. |
| Equipos            | PJ         | PG         | PE         | PP         | Dif. | Pts. |
| ------------------ | ---------- | ---------- | ---------- | ---------- | ---- | ---- |
| Mendoza RC         | 3          | 2          | 0          | 1          | +20  | 11   |
| Sociedad Sportiva  | 3          | 2          | 0          | 1          | +50  | 11   |
| Teqüe              | 3          | 2          | 1          | 0          | +26  | 11   |
| Trébol de Paysandú | 3          | 2          | 0          | 1          | +33  | 10   |
| Universitario (C)  | 3          | 2          | 0          | 1          | -1   | 10   |
| Universitario (SF) | 3          | 2          | 0          | 1          | -13  | 9    |
| CRAI               | 3          | 1          | 0          | 2          | -11  | 6    |

## Fase final
|  | Cuartos de final   | Cuartos de final   | Cuartos de final  |                  |                   | Semifinales          | Semifinales          | Semifinales          |  |  | Final          | Final          | Final          |  |
|  | 12 de noviembre    | 12 de noviembre    | 12 de noviembre   |                  |                   | 19 y 20 de noviembre | 19 y 20 de noviembre | 19 y 20 de noviembre |  |  | 3 de diciembre | 3 de diciembre | 3 de diciembre |  |
|  |                    |                    |                   |                  |                   |                      |                      |                      |  |  |                |                |                |  |
|  |                    |                    |                   |                  |                   |                      |                      |                      |  |  |                |                |                |  |
|  | Mar del Plata Club | Mar del Plata Club | 13                |                  |                   |                      |                      |                      |  |  |                |                |                |  |
|  | Mar del Plata Club | Mar del Plata Club | 13                |                  |                   |                      |                      |                      |  |  |                |                |                |  |
|  | Carrasco Polo      | Carrasco Polo      | 30                |                  |                   |                      |                      |                      |  |  |                |                |                |  |
|  | Carrasco Polo      | Carrasco Polo      | 30                |                  | Carrasco Polo     | Carrasco Polo        | 19                   |                      |  |  |                |                |                |  |
|  |                    |                    |                   |                  | Carrasco Polo     | Carrasco Polo        | 19                   |                      |  |  |                |                |                |  |
|  |                    |                    | Jockey Club (VM)  | Jockey Club (VM) | 15                |                      |                      |                      |  |  |                |                |                |  |
|  | Jockey Club (VM)   | Jockey Club (VM)   | Jockey Club (VM)  | Jockey Club (VM) | 15                | 25                   |                      |                      |  |  |                |                |                |  |
|  | Jockey Club (VM)   | Jockey Club (VM)   |                   |                  |                   |                      |                      |                      |  |  |                |                |                |  |
|  | Liceo              | Liceo              | 15                |                  |                   |                      |                      |                      |  |  |                |                |                |  |
|  | Liceo              | Liceo              | 15                |                  |                   |                      | Carrasco Polo        |                      |  |  |                |                |                |  |
|  |                    |                    |                   |                  |                   |                      |                      |                      |  |  |                |                |                |  |
|  |                    |                    | Universitario (S) |                  |                   |                      |                      |                      |  |  |                |                |                |  |
|  | Universitario (S)  | Universitario (S)  | 25                |                  |                   |                      |                      |                      |  |  |                |                |                |  |
|  | Universitario (S)  | Universitario (S)  | 25                |                  |                   |                      |                      |                      |  |  |                |                |                |  |
|  | Taragüy            | Taragüy            | 9                 |                  |                   |                      |                      |                      |  |  |                |                |                |  |
|  | Taragüy            | Taragüy            | 9                 |                  | Universitario (S) | Universitario (S)    | 34                   |                      |  |  |                |                |                |  |
|  |                    |                    |                   |                  | Universitario (S) | Universitario (S)    | 34                   |                      |  |  |                |                |                |  |
|  |                    |                    | Mendoza RC        | Mendoza RC       | 23                |                      |                      |                      |  |  |                |                |                |  |
|  | Mendoza RC         | Mendoza RC         | Mendoza RC        | Mendoza RC       | 23                | 37                   |                      |                      |  |  |                |                |                |  |
|  | Mendoza RC         | Mendoza RC         |                   |                  |                   |                      |                      |                      |  |  |                |                |                |  |
|  | Huirapuca          | Huirapuca          | 27                |                  |                   |                      |                      |                      |  |  |                |                |                |  |
|  | Huirapuca          | Huirapuca          | 27                |                  |                   |                      |                      |                      |  |  |                |                |                |  |
|  |                    |                    |                   |                  |                   |                      |                      |                      |  |  |                |                |                |  |

### Cuartos de final
| 12 de noviembre | Mar del Plata Club | 13 - 30 | Carrasco Polo |                                            |                                            |
|                 |                    | Reporte |               | Árbitro(s): Federico Cuesta (Buenos Aires) | Árbitro(s): Federico Cuesta (Buenos Aires) |

| 12 de noviembre | Jockey Club (VM) | 25 - 15 | Liceo |                                             |                                             |
|                 |                  | Reporte |       | Árbitro(s): Martín Rodríguez (Buenos Aires) | Árbitro(s): Martín Rodríguez (Buenos Aires) |

| 12 de noviembre | Universitario (S) | 25 - 9  | Taragüy |                                    |                                    |
|                 |                   | Reporte |         | Árbitro(s): Omar Alcocer (Tucumán) | Árbitro(s): Omar Alcocer (Tucumán) |

| 12 de noviembre | Mendoza RC | 37 - 27 | Huirapuca |                                      |                                      |
|                 |            | Reporte |           | Árbitro(s): Javier Mancuso (Córdoba) | Árbitro(s): Javier Mancuso (Córdoba) |

### Semifinales
| 19 de noviembre | Carrasco Polo | 19 - 15 | Jockey Club (VM) |                                         |                                         |
|                 |               | Reporte |                  | Árbitro(s): Pablo Deluca (Buenos Aires) | Árbitro(s): Pablo Deluca (Buenos Aires) |

| 20 de noviembre | Universitario (S) | 34 - 23 | Mendoza RC |                                    |                                    |
|                 |                   | Reporte |            | Árbitro(s): Agustín Auad (Tucumán) | Árbitro(s): Agustín Auad (Tucumán) |

### Final
La final, originalmente programada a disputarse el 26 de noviembre en Montevideo, debió postergarse al 3 de diciembre debido a una huelga de pilotos que afecto el traslado de los equipos.
| 26 de noviembre | Carrasco Polo | Susp. | Universitario (S) |  |  |

Debido a la continuación del problema y la imposibilidad de gestionar otras alternativas en el tiempo dado, la Unión Argentina de Rugby decidió postergar la final a marzo de 2006.